# Hervilly
Pour les articles homonymes, voir Hervilly (homonymie).
Hervilly est une commune française située dans le département de la Somme en région Hauts-de-France.

## Géographie

### Localisation

#### Communes limitrophes

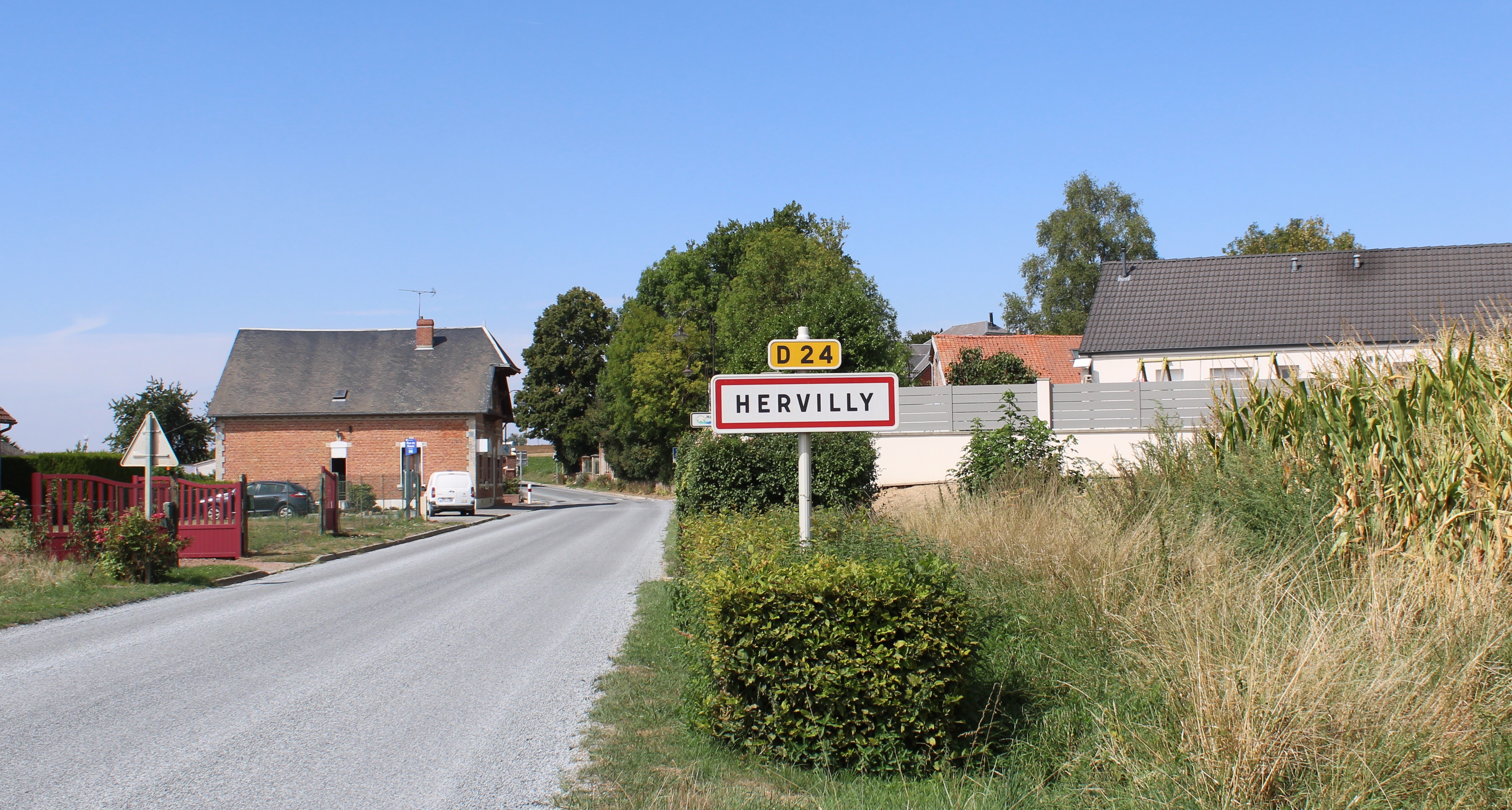
Entrée du village.

|          | Hesbécourt |           |
| Roisel   | Hervilly   | Jeancourt |
| Hancourt | Bernes     | Vendelles |

### Description

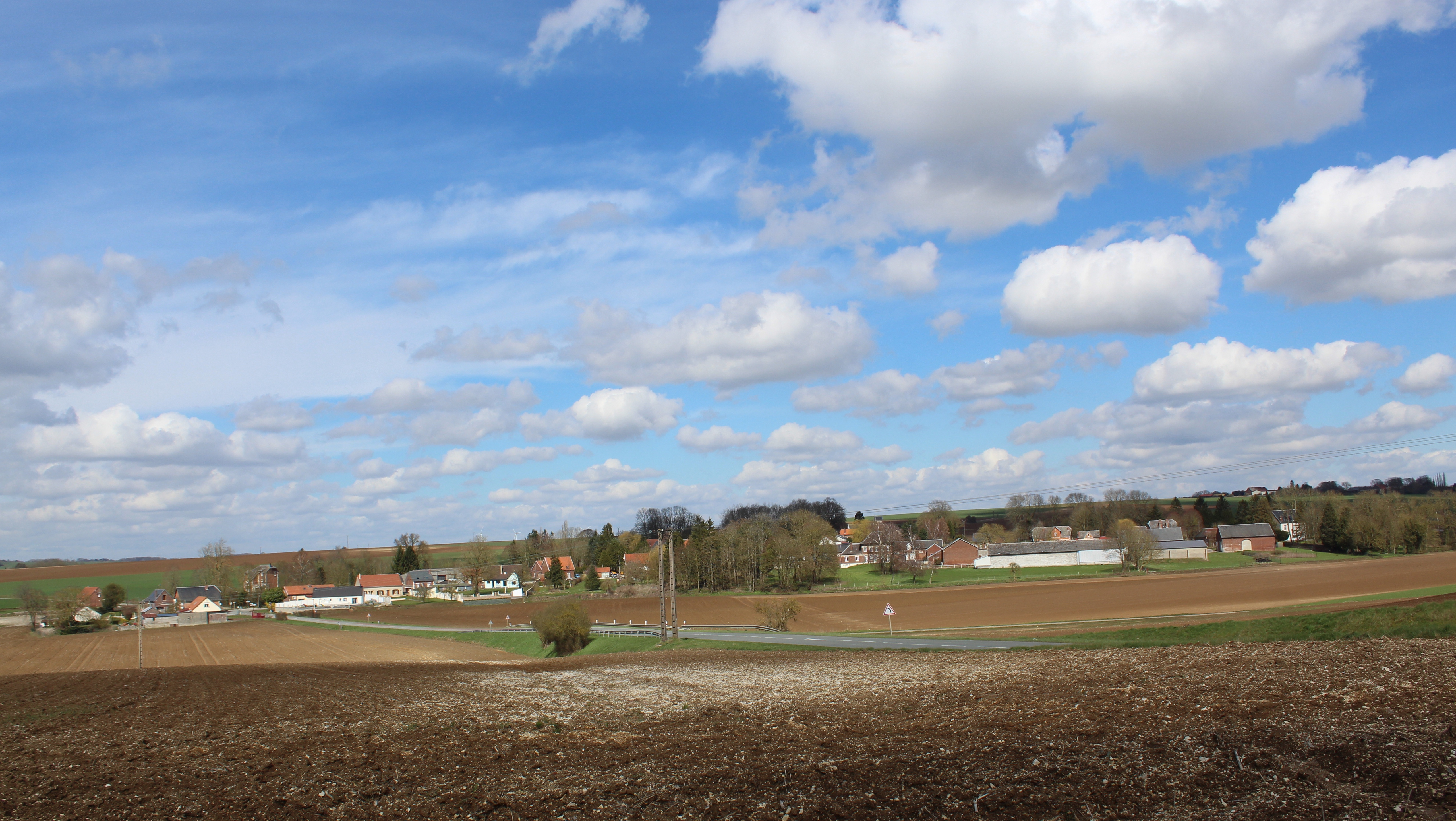
Vue panoramique d'Hervilly depuis la route de Bernes.

Situé à une quinzaine de kilomètres à l'est de Péronne, le village se trouve immédiatement au sud de Roisel.
Simple ferme il y a deux siècles, située alors au carrefour des routes de Bernes et de Vermand, le hameau de Montigny compte pratiquement autant d'habitants qu'Hervilly.
En 2019, la localité est desservie par les autocars du réseau inter-urbain Trans'80, chaque jour de la semaine, sauf le dimanche et les jours fériés (ligne no 49, Péronne - Roisel - Saint-Quentin).

### Hydrographie
La commune est située dans le bassin Artois-Picardie. Elle n'est drainée par aucun cours d'eau.

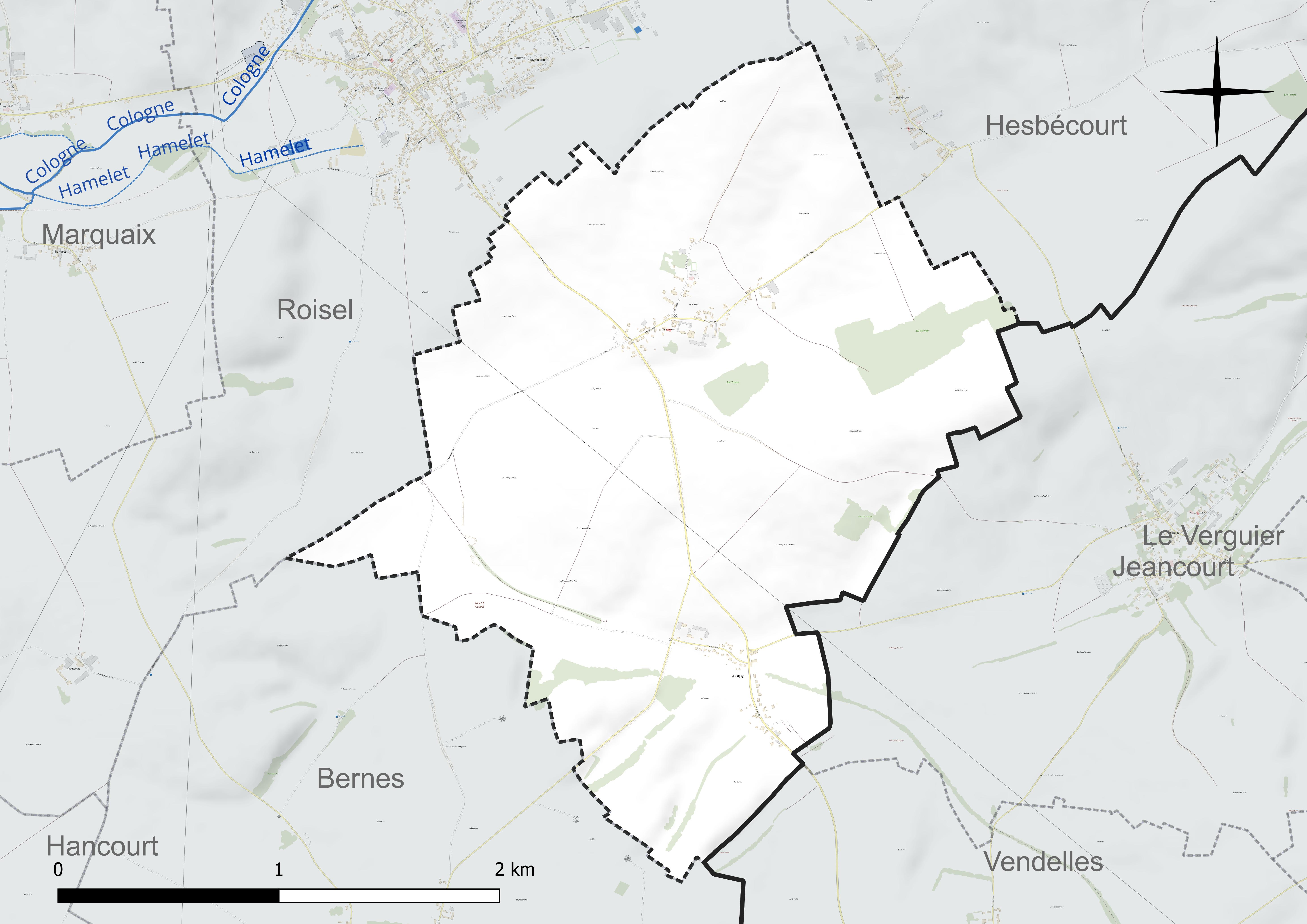
Réseau hydrographique d'Hervilly.

### Climat
Pour des articles plus généraux, voir Climat des Hauts-de-France et Climat de la Somme.
En 2010, le climat de la commune est de type climat océanique dégradé des plaines du Centre et du Nord, selon une étude du CNRS s'appuyant sur une série de données couvrant la période 1971-2000. En 2020, Météo-France publie une typologie des climats de la France métropolitaine dans laquelle la commune est exposée à un climat océanique et est dans la région climatique Nord-est du bassin Parisien, caractérisée par un ensoleillement médiocre, une pluviométrie moyenne régulièrement répartie au cours de l'année et un hiver froid (3 °C).
Pour la période 1971-2000, la température annuelle moyenne est de 10,4 °C, avec une amplitude thermique annuelle de 14,7 °C. Le cumul annuel moyen de précipitations est de 719 mm, avec 11,6 jours de précipitations en janvier et 9,4 jours en juillet. Pour la période 1991-2020, la température moyenne annuelle observée sur la station météorologique la plus proche, située sur la commune d'Épehy à 8 km à vol d'oiseau, est de 10,6 °C et le cumul annuel moyen de précipitations est de 752,8 mm,. Pour l'avenir, les paramètres climatiques de la commune estimés pour 2050 selon différents scénarios d'émission de gaz à effet de serre sont consultables sur un site dédié publié par Météo-France en novembre 2022.

## Urbanisme

### Typologie
Au 1er janvier 2024, Hervilly est catégorisée commune rurale à habitat dispersé, selon la nouvelle grille communale de densité à sept niveaux définie par l'Insee en 2022.
Elle est située hors unité urbaine et hors attraction des villes,.

### Occupation des sols
L'occupation des sols de la commune, telle qu'elle ressort de la base de données européenne d'occupation biophysique des sols Corine Land Cover (CLC), est marquée par l'importance des territoires agricoles (96 % en 2018), une proportion identique à celle de 1990 (96 %). La répartition détaillée en 2018 est la suivante : 
terres arables (96 %), zones urbanisées (4 %). L'évolution de l'occupation des sols de la commune et de ses infrastructures peut être observée sur les différentes représentations cartographiques du territoire : la carte de Cassini (XVIIIe siècle), la carte d'état-major (1820-1866) et les cartes ou photos aériennes de l'IGN pour la période actuelle (1950 à aujourd'hui).

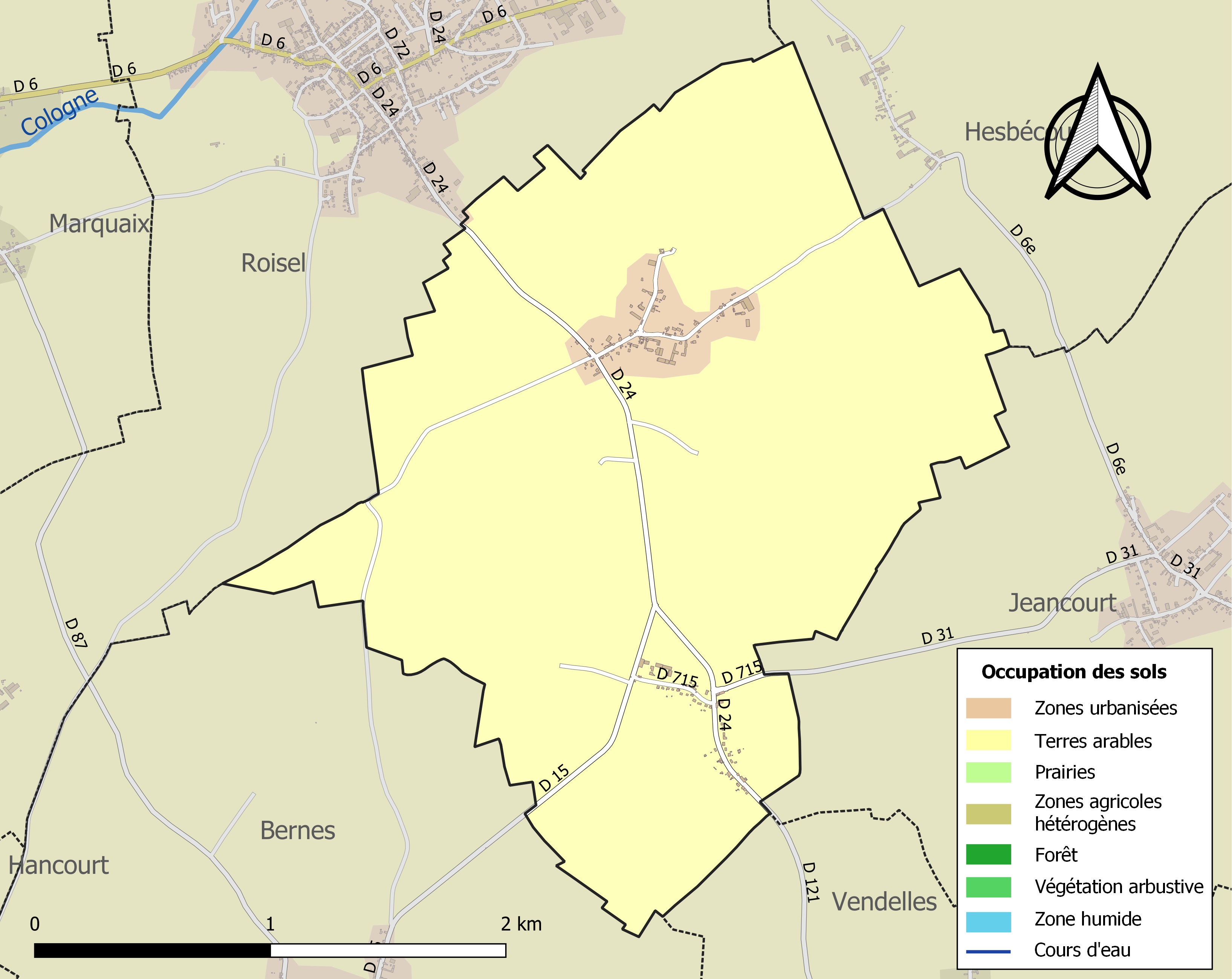
Carte des infrastructures et de l'occupation des sols de la commune en 2018 (CLC).

### Habitat et logement
En 2018, le nombre total de logements dans la commune était de 83, alors qu'il était de 77 en 2013 et de 72 en 2008.
Parmi ces logements, 91,6 % étaient des résidences principales, 2,4 % des résidences secondaires et 6 % des logements vacants. Ces logements étaient pour 98,8 % d'entre eux des maisons individuelles et pour 1,2 % des appartements.
Le tableau ci-dessous présente la typologie des logements à Hervilly en 2018 en comparaison avec celle de la Somme et de la France entière. Une caractéristique marquante du parc de logements est ainsi une proportion de résidences secondaires et logements occasionnels (2,4 %) inférieure à celle du département (8,3 %) mais supérieure à celle de la France entière (9,7 %). Concernant le statut d'occupation de ces logements, 77,6 % des habitants de la commune sont propriétaires de leur logement (76,1 % en 2013), contre 60,3 % pour la Somme et 57,5 pour la France entière.
| Typologie                                               | Hervilly | Somme | France entière |
| ------------------------------------------------------- | -------- | ----- | -------------- |
| Résidences principales (en %)                           | 91,6     | 83,3  | 82,1           |
| Résidences secondaires et logements occasionnels (en %) | 2,4      | 8,3   | 9,7            |
| Logements vacants (en %)                                | 6        | 8,4   | 8,2            |

## Toponymie
Le nom de la localité est attesté sous les formes Harvelli en 1276 ; Harvilli en 1285 ; Harvilly en 1214 ; Hervillies en 1539 ; Hervilly en 1567 ; Hervillé en 1696 ; Hervilli en 1733.

## Histoire

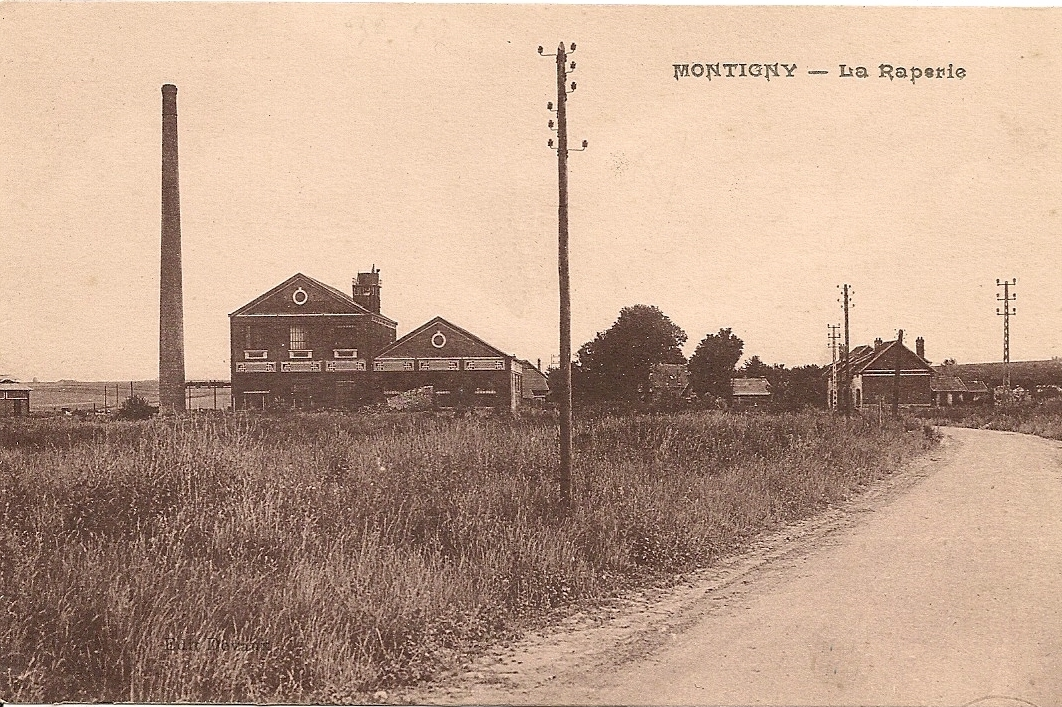
Carte postale de la râperie vers 1950.

En 1689, sous Louis XIV, Hervilly comptait 96 familles ; le patron de la paroisse était saint Jean-Baptiste et les seigneurs MM. Chanlatte et Boissay.
Une ferme nommée Montigny est éloignée d'un quart de lieue. Une râperie aujourd'hui démolie, située le long de la voie ferrée, y a fonctionné jusque dans les années 1960.

### Première Guerre mondiale
Comme d'autres villages de la région, Hervilly est sorti meurtri de la Première Guerre mondiale car le village a été entièrement rasé en 1917 par les Allemands.
Le 28 août 1914, soit moins d'un mois après la déclaration de guerre, l'armée française bat en retraite vers l'ouest et les Allemands arrivent à Hervilly. Dès lors commença l'occupation allemande qui dura jusqu'en mars 1917. Un terrain d'aviation qui sera bombardé le 15 décembre 1914 par l'aviation est installé.Le front se situant à une vingtaine de kilomètres à l'ouest vers Péronne, l'activité des occupants consistait principalement à assurer le logement des combattants et l'approvisionnement en nourriture. Des arrêtés de la kommandantur obligeaient, à date fixe, sous la responsabilité du maire et du conseil municipal, sous peine de sanctions, la population à fournir : blé, œufs, lait, viande, légumes, destinés à nourrir les soldats du front. Toutes les personnes valides devaient effectuer des travaux agricoles ou d'entretien.
Voici des extraits d'un arrêté de la kommandantur d'Holnon valable pour 25 communes de la région: " Holnon le 22 juillet 1915. Tous les ouvriers et les femmes et les enfants de 15 ans sont obligés de faire travaux des champs tous les jours aussi dimanche de quatre heure du matin jusque huit heure du soir... Après la récolte les fainéants seront emprisonnés 6 mois... Les femmes fainéantes seront exilées à Holnon pour travailler. Après la récolte, les femmes seront emprisonnées 6 mois... Les enfants fainéants seront punis de coups de bâton. De plus le commandant réserve de punir les ouvriers fainéants de 20 coups de bâton tous les jours...Les ouvriers de la commune Vendelles sont punis sévèrement".(voir le document entier sur Gallica en cliquant sur le lien ci-après).

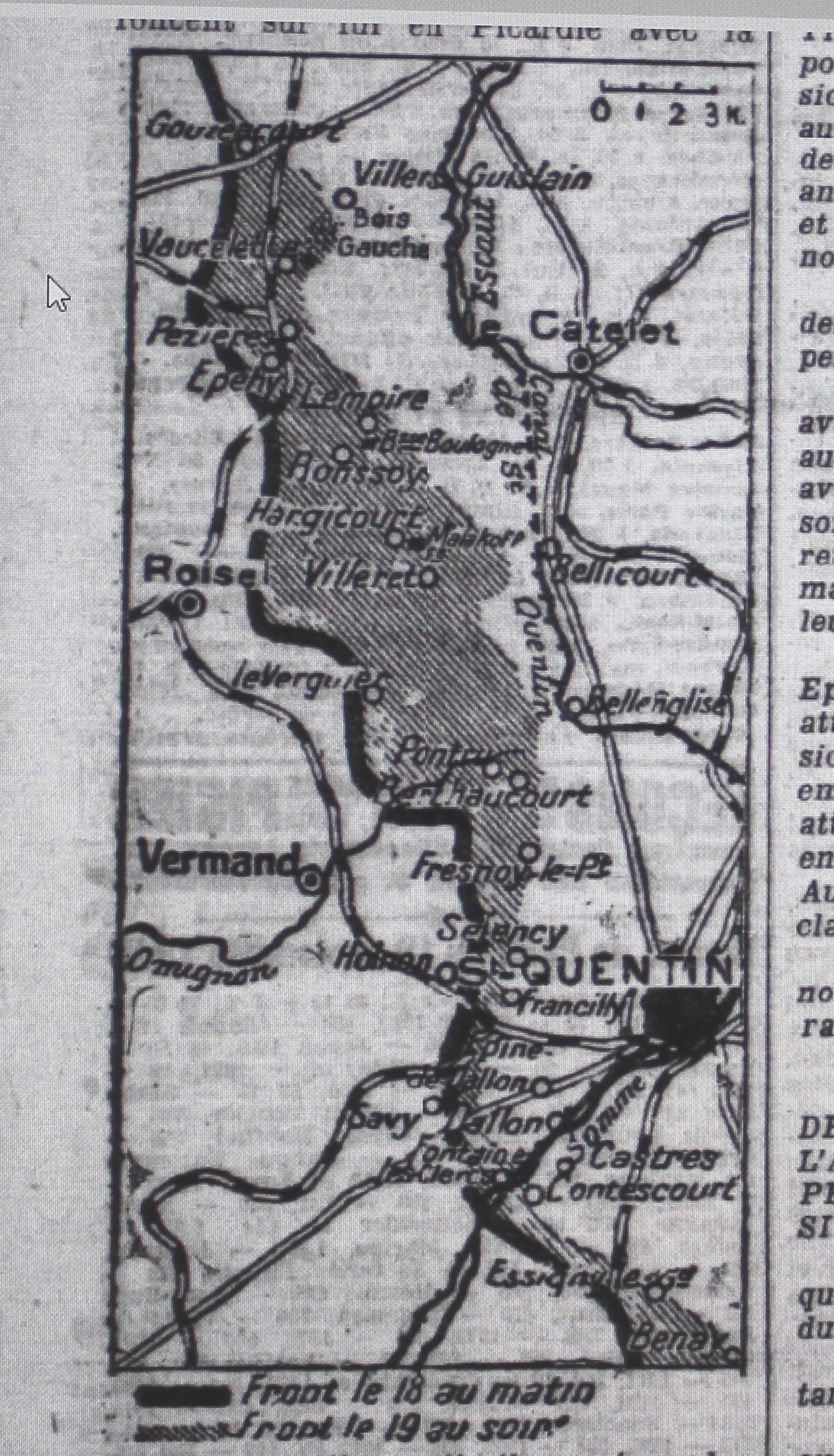
Carte montrant la prise définitive d'Hervilly par l'armée anglaise en septembre 1918.

En février 1917, le général Hindenburg décida de la création d'une ligne défense à l'arrière du front ; lors du retrait des troupes allemandes, tous les villages seraient détruits pour ne pas servir d'abri aux troupes franco-anglaises. Dès le 15 février les habitants furent évacués et dispersés dans des lieux occupés, jusqu'en Belgique. En mars 1917, avant du retrait des troupes allemandes sur la ligne Hindenburg, le long du canal de Saint-Quentin, les maisons sont pillées et incendiées, le village est systématiquement détruit. L'église, la mairie, l'école et toutes les maisons sont dynamitées et les arbres sciés à 1 m de hauteur.Le village, vidé de ses habitants, reste occupé par les Allemands ; il sera le théâtre de nombreux combats en avril 1917. Communiqué britannique du 1er avril 1917: "Ce n'est pas de moins de huit villages qui sont tombés au pouvoir des troupes britanniques. Certains de ces villages, comme Heudicourt, Hesbécourt, Hervilly, Jeancourt, n'ont été occupés qu'après de durs Combats". Les ruines du village seront plusieurs fois reprises par chaque camp et ce n'est qu'en septembre 1918, lors de la bataille de la ligne Hindenburg qu'Hervilly sera définitivement libéré par la 6e division britannique.
Après l'Armistice, pour les habitants qui revinrent s'installer, commença une longue période de plus de dix ans de reconstruction des habitations (maisons provisoires), des fermes, des bâtiments publics, des routes. De 362 habitants avant la guerre en 1911, Hervilly n'en comptait plus que 131 en 1921, soit près des deux tiers en moins.
Vu les souffrances endurées par la population pendant les quatre années d'occupation et les dégâts aux constructions, la commune s'est vu décerner la Croix de guerre 1914-1918 (France) le 27 octobre 1920.
Sur le monument aux morts sont inscrits les noms des 4 soldats d'Hervilly morts pour la France.

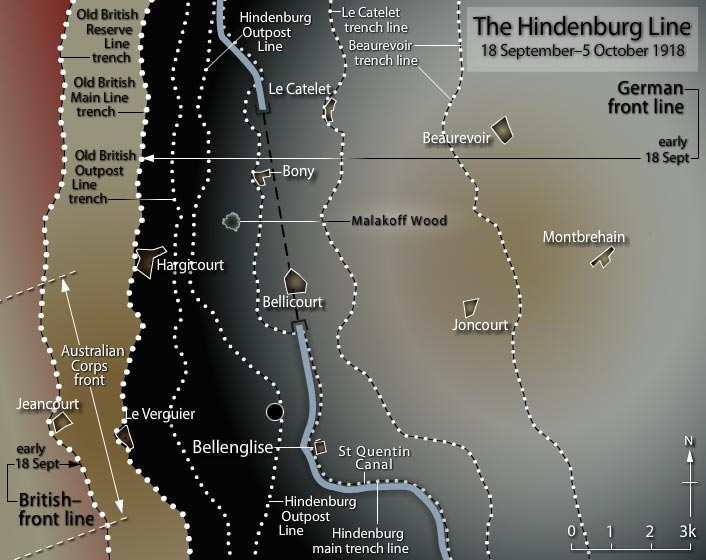
Carte de la bataille de la ligne Hindenburg en septembre-octobre 1918.
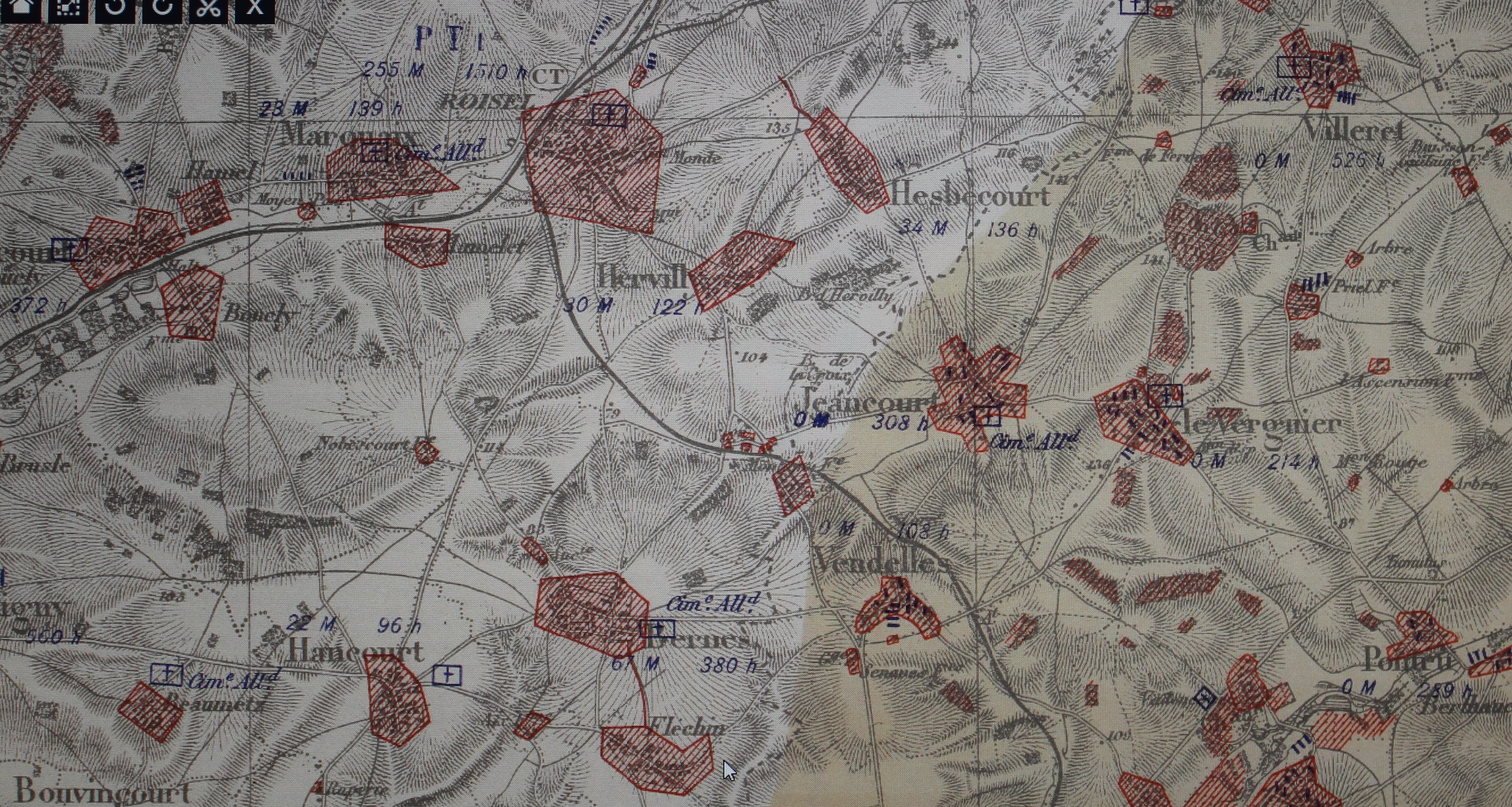
Carte montrant l'étendue des destructions d'Hervilly.
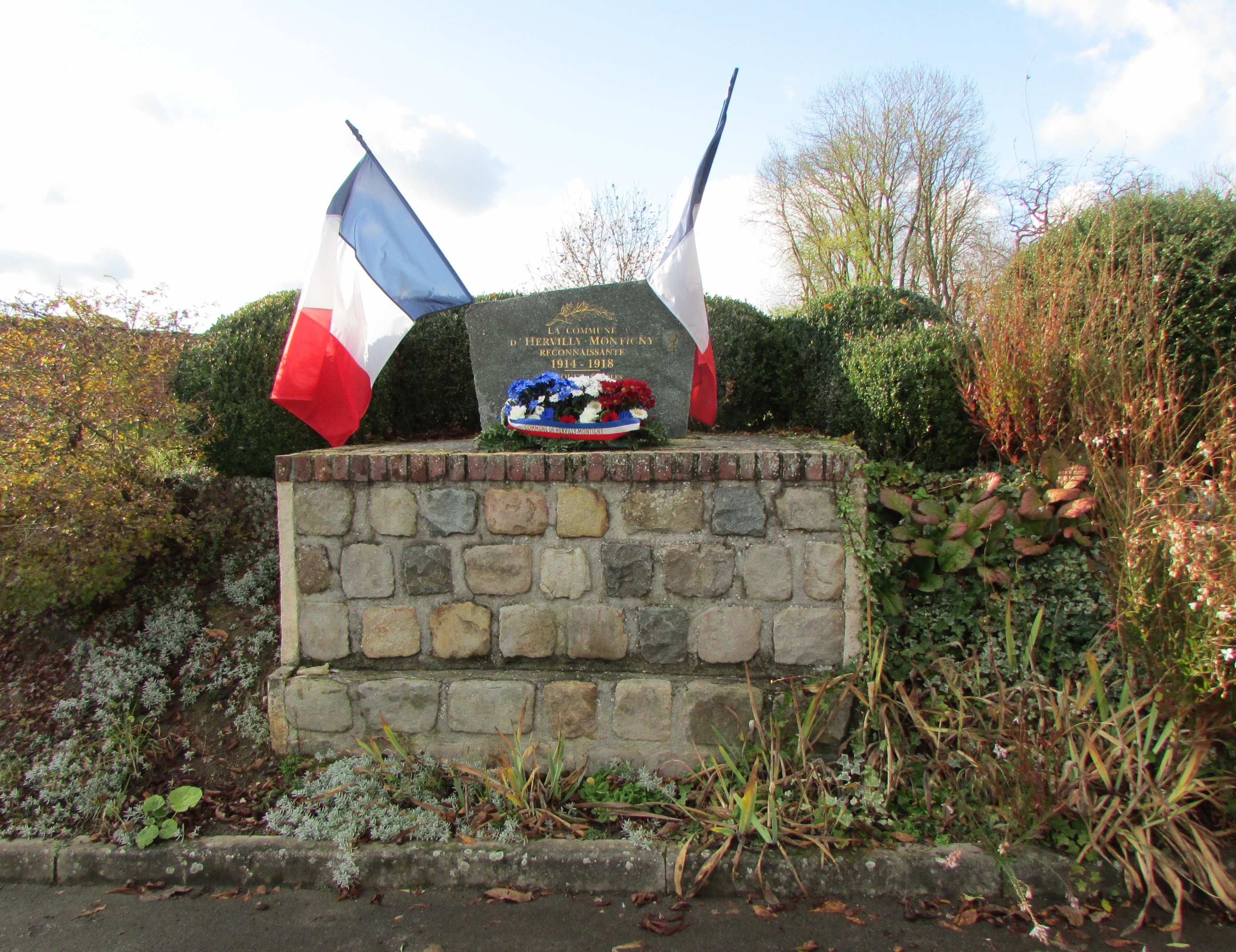
Le monument aux morts.

### Ancienne gare de Montigny
De 1880 à 1970, Hervilly-Montigny a possédé une gare située dans le hameau de Montigny, aujourd'hui « rue de La Gare ». Elle a été démolie dans les années 1980 pour faire place à des habitations. De nos jours, il ne subsiste qu'un bâtiment annexe et l'emplacement de la ligne. Cette gare était située sur la ligne de Chemin de fer de Vélu-Bertincourt à Saint-Quentin, qu'on dénommait en picard « ch'tiot Vélu ». Elle appartenait à la Compagnie des Chemins de fer du Nord. Ouverte en 1880 cette ligne a fonctionné jusqu'au 1er janvier 1956 pour le trafic voyageurs et au 1er janvier 1970 pour le fret. Les gares les plus proches étaient celles de Roisel à 4 km vers Bertincourt et la halte de Vendelles-Le Verguier à 2 km vers Saint-Quentin.
À une époque où le chemin de fer était le seul moyen de déplacement, cette gare était très utilisée par les habitants pour se rendre à Roisel, Vermand ou Saint-Quentin. Elle servait aussi au transport des marchandises et encore des betteraves jusqu'à la râperie de Montigny.

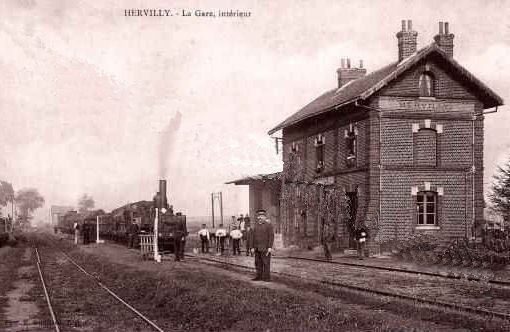
La gare d'Hervilly-Montigny vers 1910.
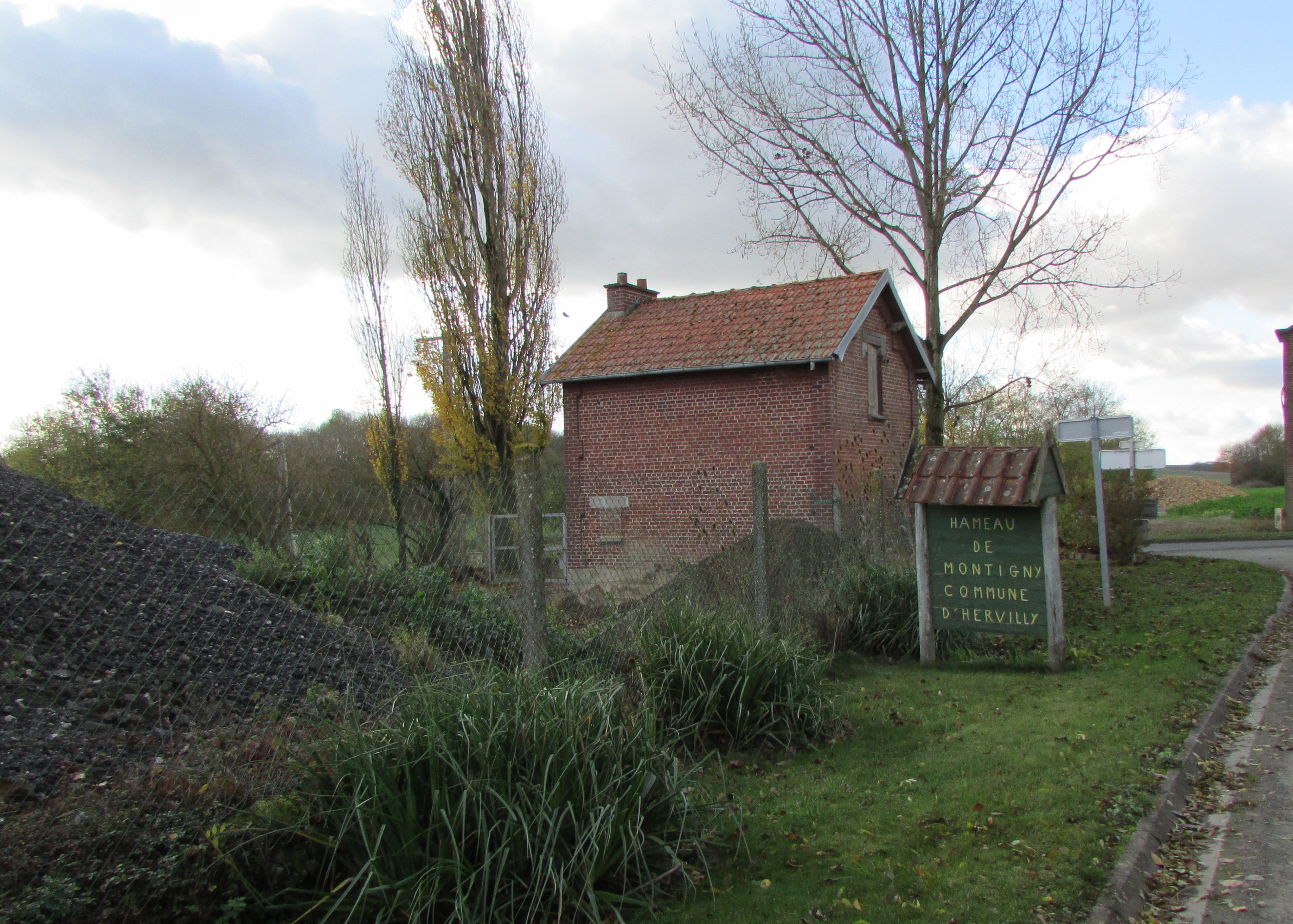
Vestiges de bâtiments annexes de la gare d'Hervilly.
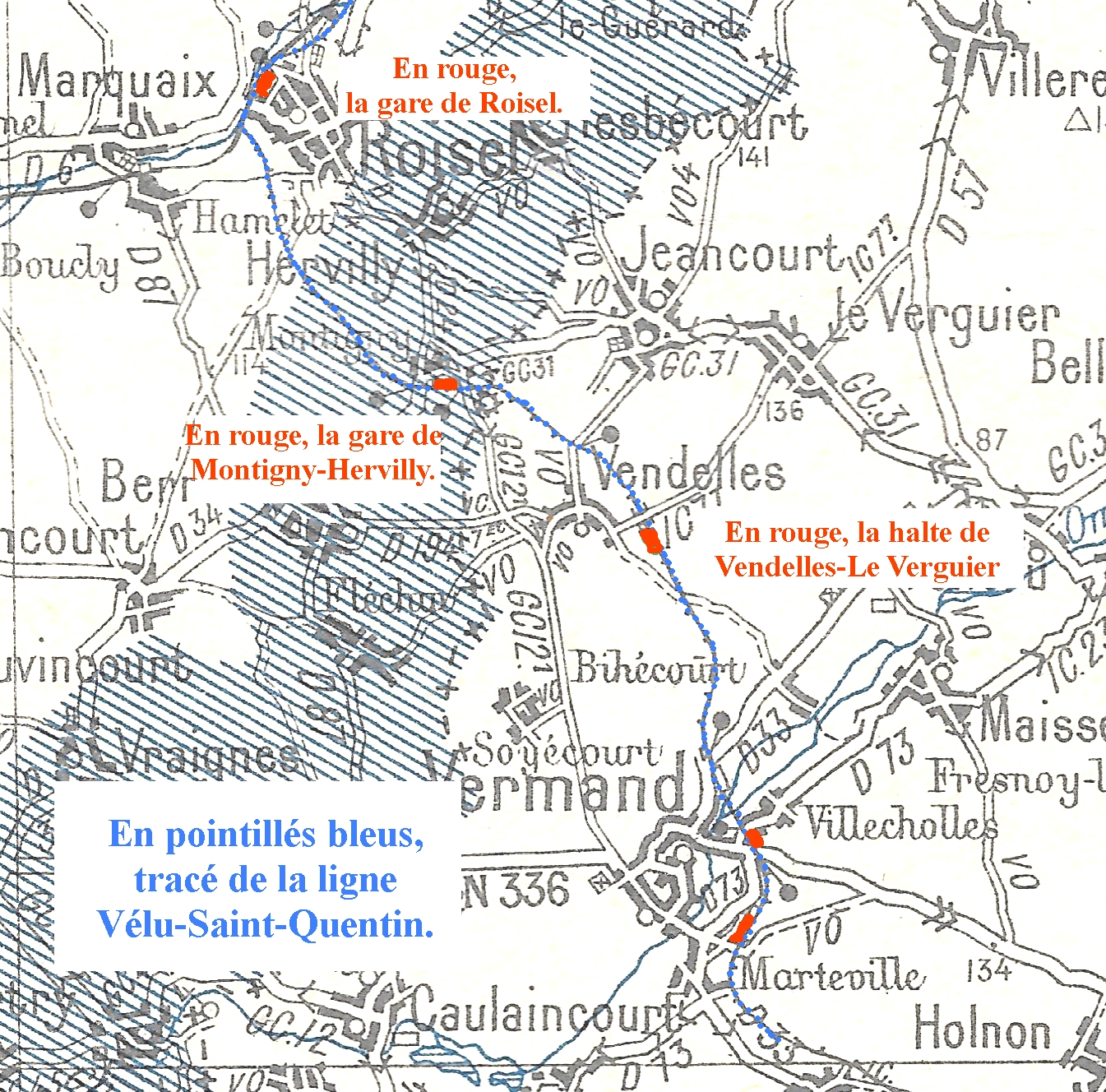
Détail de la ligne à Montigny - Hervilly.
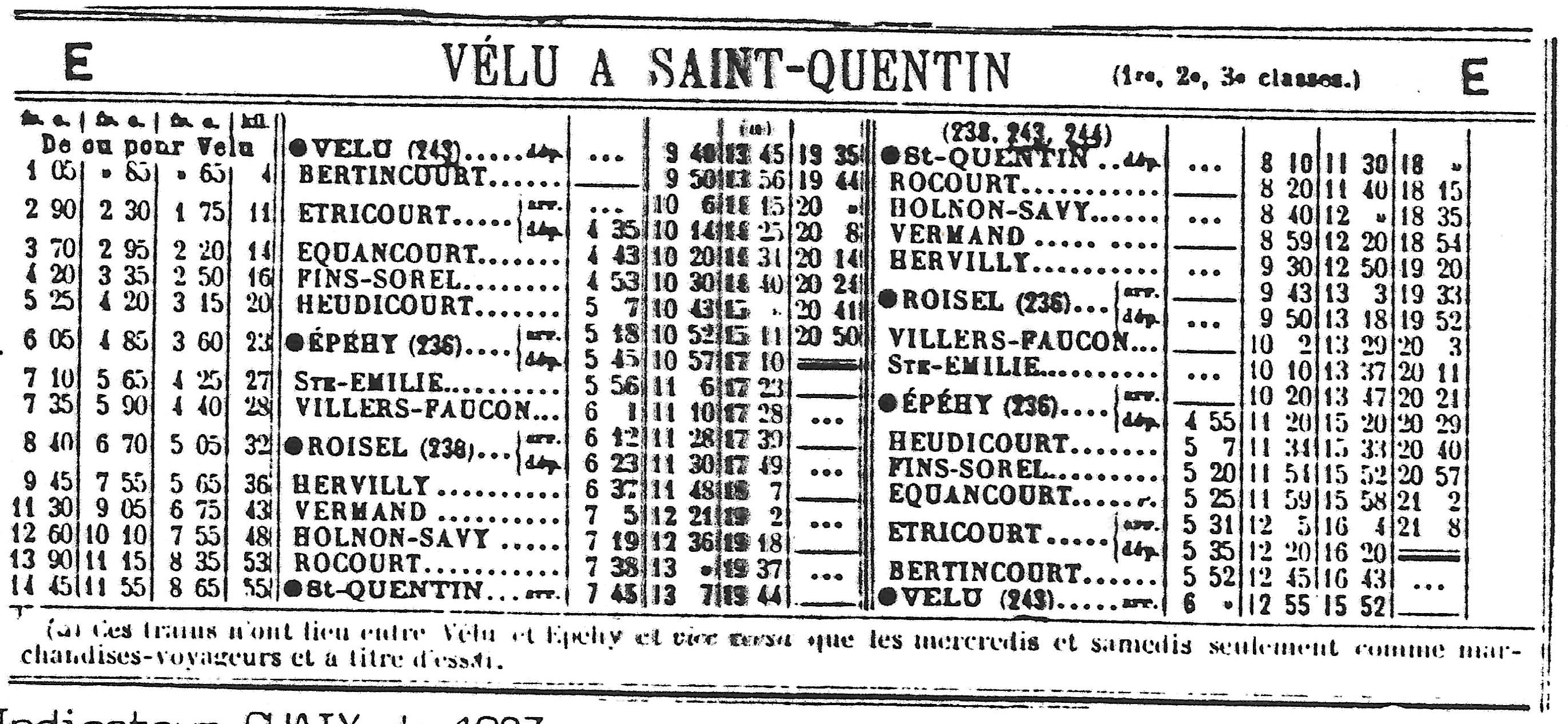
Horaire des trains.
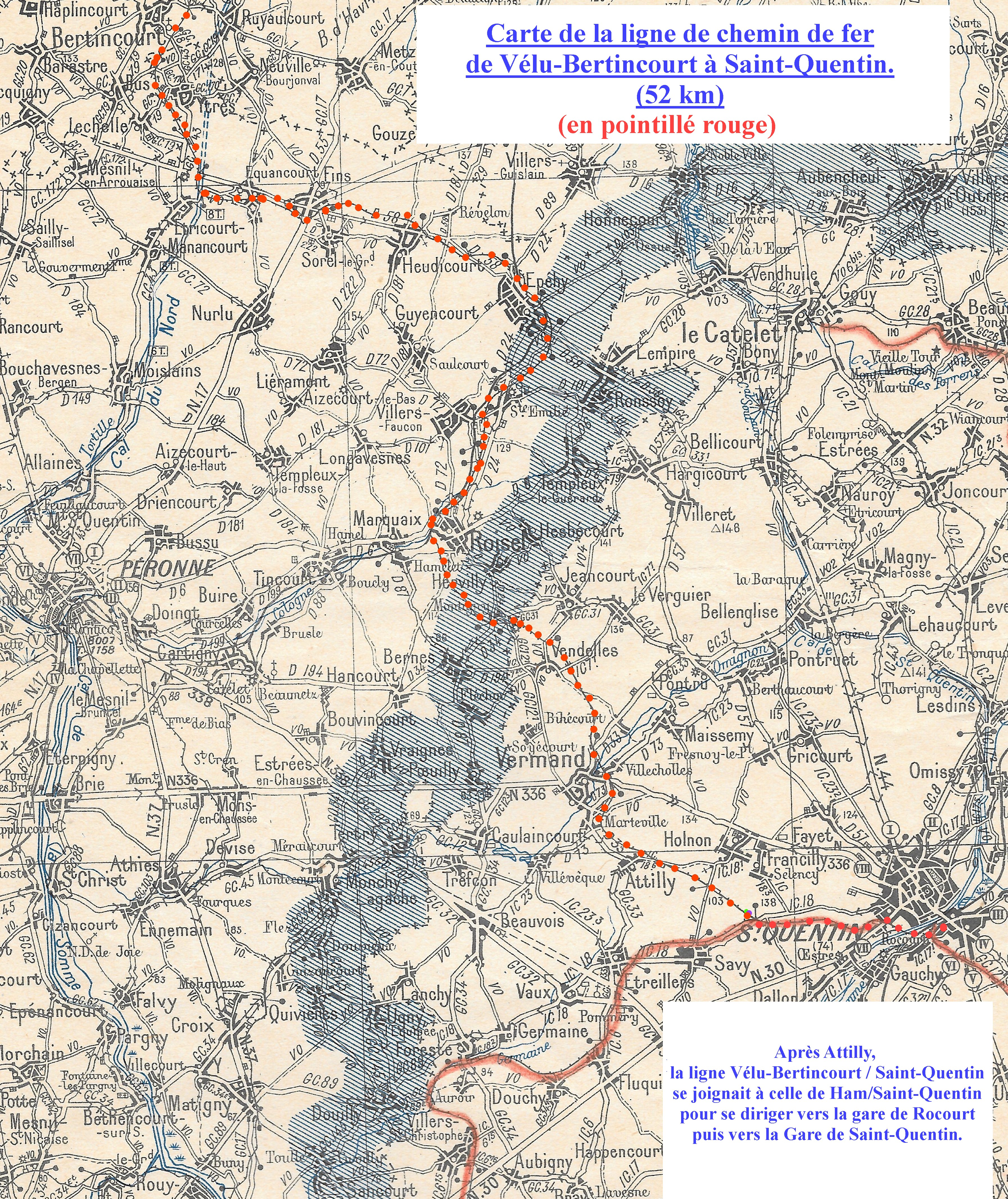
Carte de la ligne Vélu - Saint-Quentin.

## Politique et administration

### Rattachements administratifs et électoraux

#### Rattachements administratifs
La commune se trouve dans l'arrondissement de Péronne du département de la Somme.
Elle faisait partie depuis 1793 du canton de Roisel. Dans le cadre du redécoupage cantonal de 2014 en France, cette circonscription administrative territoriale a disparu, et le canton n'est plus qu'une circonscription électorale.

#### Rattachements électoraux
Pour les élections départementales, la commune fait partie depuis 2014 du canton de Péronne
Pour l'élection des députés, elle fait partie de la cinquième circonscription de la Somme.

### Intercommunalité
Hervilly était membre de la communauté de communes du canton de Roisel, un établissement public de coopération intercommunale (EPCI) à fiscalité propre créé en 1994et auquel la commune avait transféré un certain nombre de ses compétences, dans les conditions déterminées par le code général des collectivités territoriales.
Cette intercommunalité a intégré le 31 décembre 2012  la communauté de communes de la Haute Somme dont est désormais membre la commune.

### Liste des maires
| Période                                  | Période                       | Identité        | Étiquette | Qualité                                        |
| ---------------------------------------- | ----------------------------- | --------------- | --------- | ---------------------------------------------- |
| Les données manquantes sont à compléter. |                               |                 |           |                                                |
| juin 1995                                | mai 2020                      | Richard Jacquet |           | Président du SIVOS de la Haute-Somme (2012 → ) |
| mai 2020                                 | En cours (au 8 décembre 2020) | Gaëtan Dodré    |           |                                                |

### Distinctions et labels
Classement au concours des villes et villages fleuris : deux fleurs récompensent en 2007 comme en 2015 les efforts locaux en faveur de l'environnement,.

## Équipements et services publics

### Enseignement
Le village n'a plus d'école.
Les enfants de la commune sont scolarisés au sein d'un regroupement pédagogique intercommunal géré en 2020 par le syndicat scolaire de la Haute Somme (Sisco) concernant huit communes : Bernes, Pœuilly, Hancourt, Hervilly-Montigny, Hesbécourt, Vraignes-en-Vermandois, Villers-Faucon et Roisel. Le syndicat a la responsabilité de deux sites, avec deux classes maternelles à Bernes, et surtout neuf classes à Roisel, trois en maternelle et six en primaire.

## Population et société

### Démographie
L'évolution du nombre d'habitants est connue à travers les recensements de la population effectués dans la commune depuis 1793. Pour les communes de moins de 10 000 habitants, une enquête de recensement portant sur toute la population est réalisée tous les cinq ans, les populations de référence des années intermédiaires étant quant à elles estimées par interpolation ou extrapolation. Pour la commune, le premier recensement exhaustif entrant dans le cadre du nouveau dispositif a été réalisé en 2007.

En 2022, la commune comptait 187 habitants, en évolution de +3,31 % par rapport à 2016 (Somme : −1,26 %, France hors Mayotte : +2,11 %).
| 1793 | 1800 | 1806 | 1821 | 1831 | 1836 | 1841 | 1846 | 1851 |
| ---- | ---- | ---- | ---- | ---- | ---- | ---- | ---- | ---- |
| 432  | 401  | 384  | 393  | 452  | 451  | 458  | 465  | 436  |

| 1856 | 1861 | 1866 | 1872 | 1876 | 1881 | 1886 | 1891 | 1896 |
| ---- | ---- | ---- | ---- | ---- | ---- | ---- | ---- | ---- |
| 417  | 389  | 418  | 427  | 467  | 419  | 397  | 383  | 356  |

| 1901 | 1906 | 1911 | 1921 | 1926 | 1931 | 1936 | 1946 | 1954 |
| ---- | ---- | ---- | ---- | ---- | ---- | ---- | ---- | ---- |
| 371  | 357  | 362  | 131  | 217  | 202  | 195  | 198  | 184  |

| 1962 | 1968 | 1975 | 1982 | 1990 | 1999 | 2006 | 2007 | 2012 |
| ---- | ---- | ---- | ---- | ---- | ---- | ---- | ---- | ---- |
| 169  | 174  | 165  | 184  | 197  | 204  | 191  | 189  | 165  |

| 2017 | 2022 | - | - | - | - | - | - | - |
| ---- | ---- | - | - | - | - | - | - | - |
| 189  | 187  | - | - | - | - | - | - | - |

## Culture locale et patrimoine

### Lieux et monuments
- Église Saint-Jean-Baptiste.

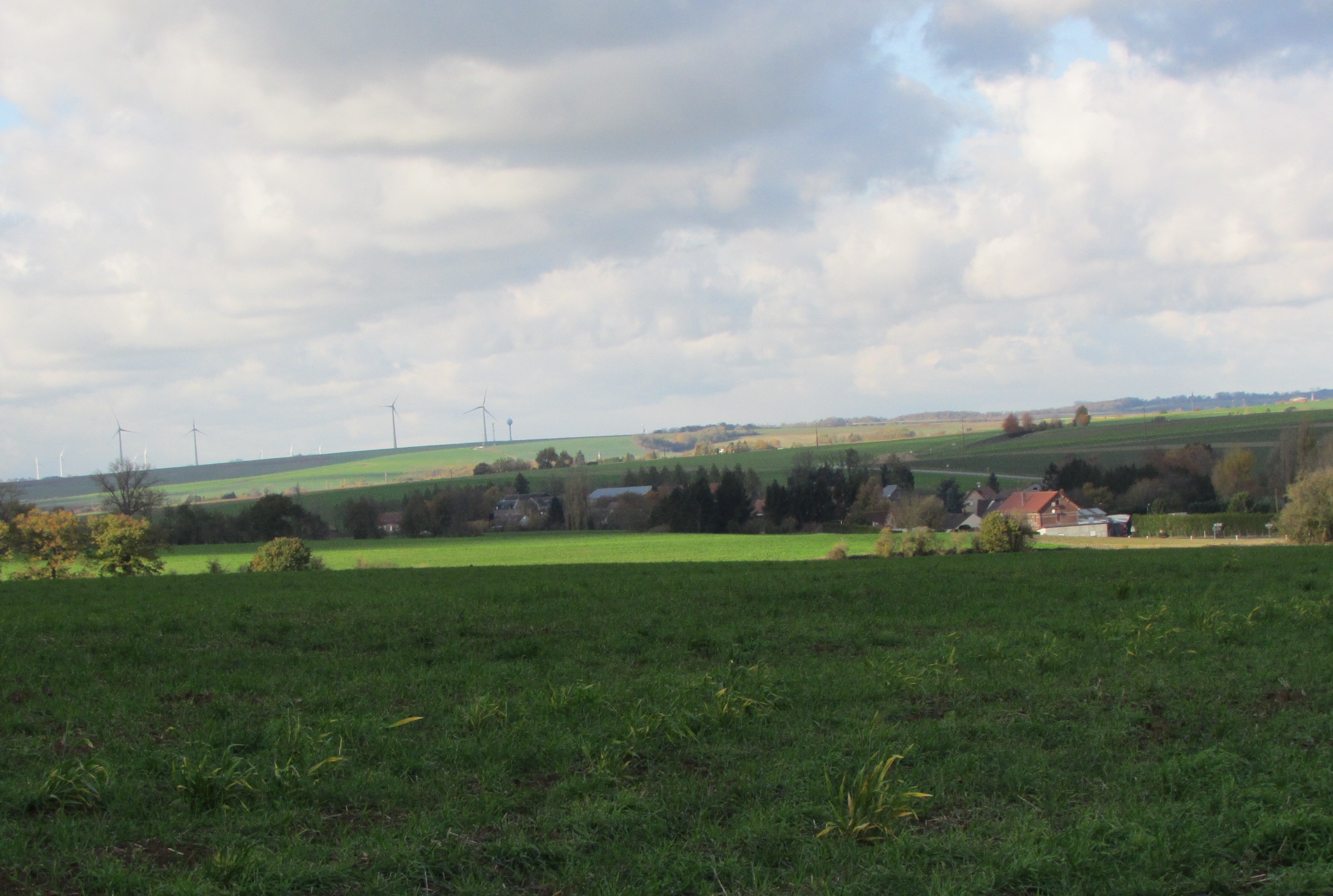
Vue du hameau de Montigny depuis Vendelles.
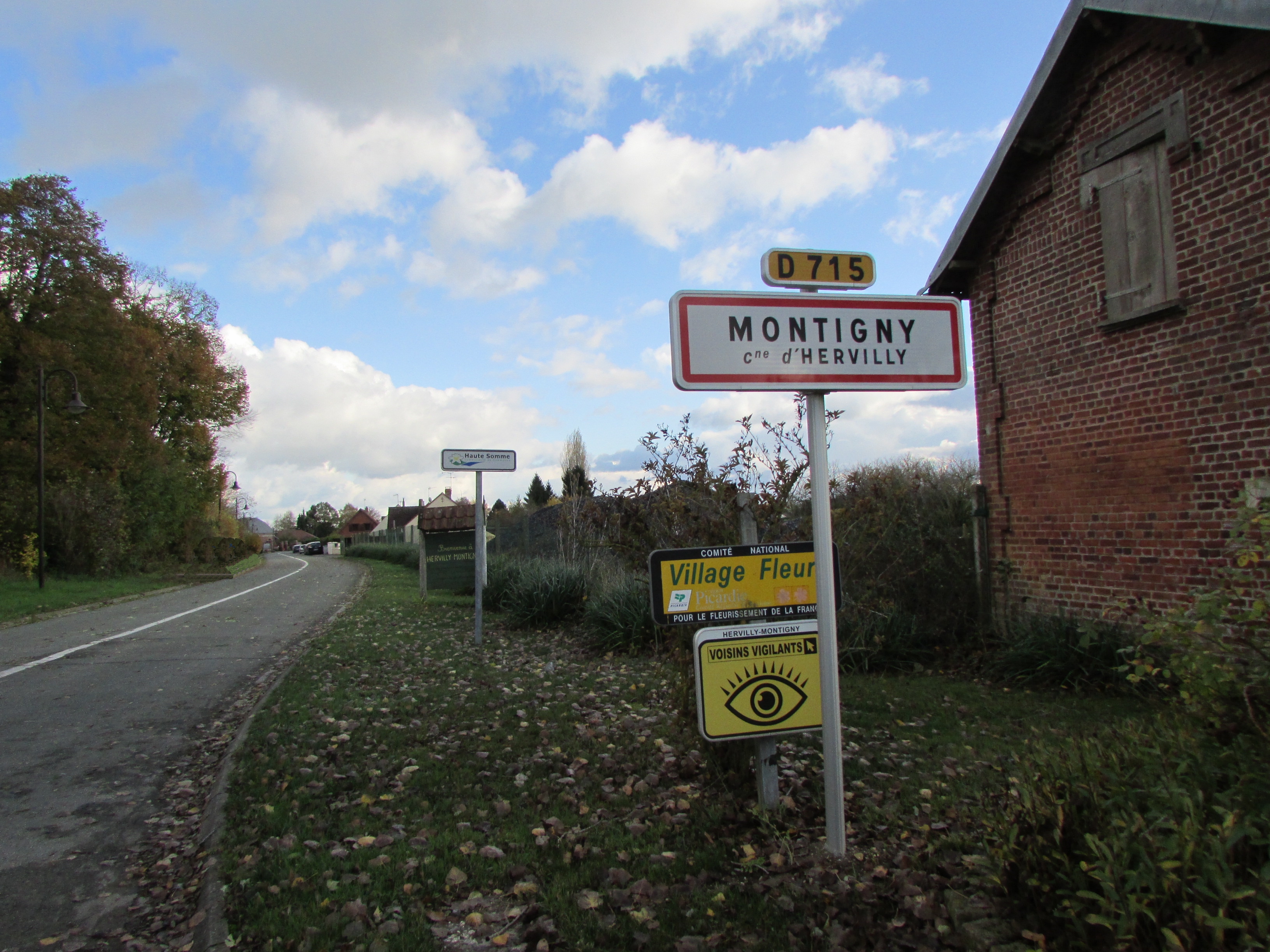
Entrée du hameau de Montigny.
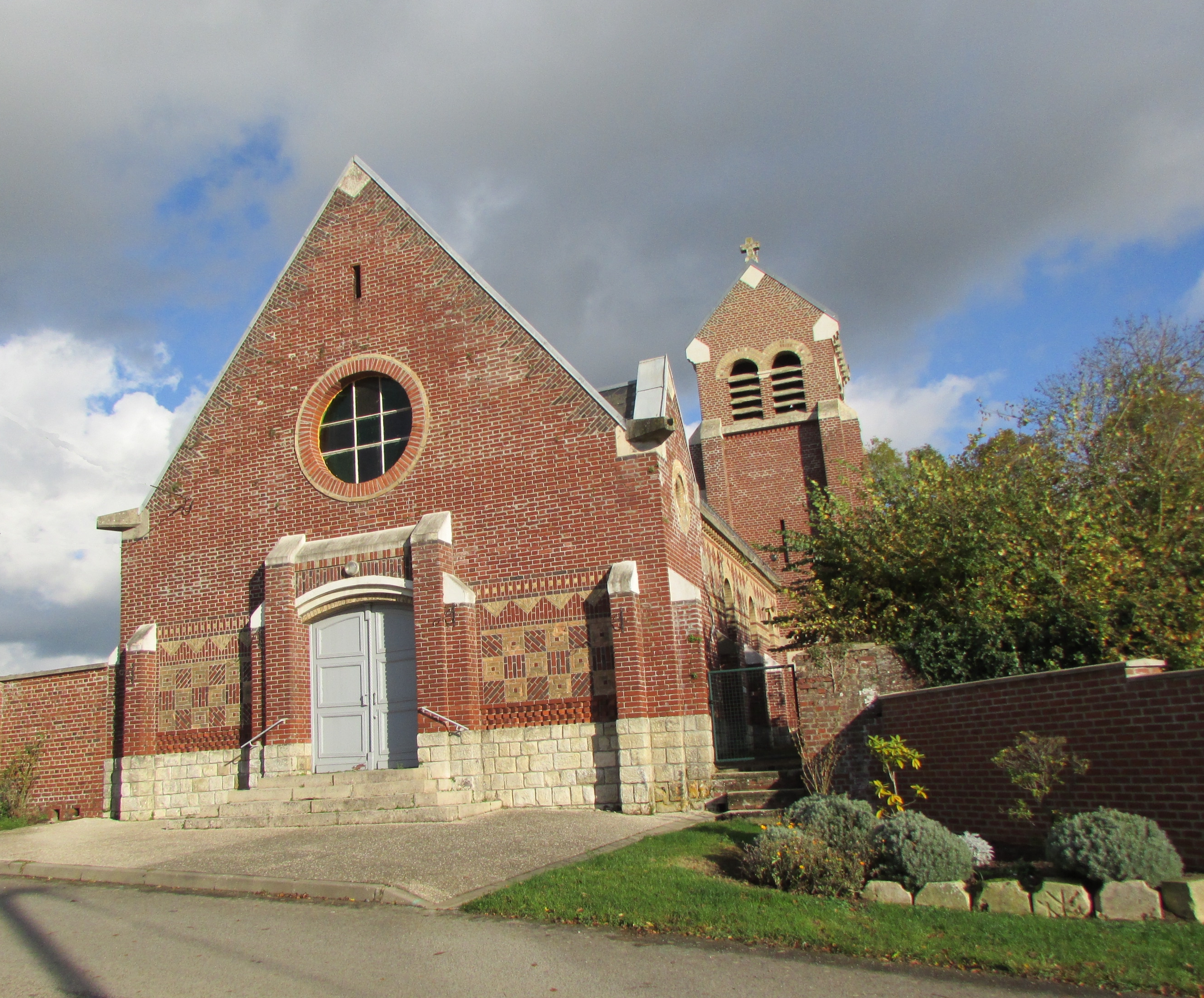
L'église Saint-Jean-Baptiste.
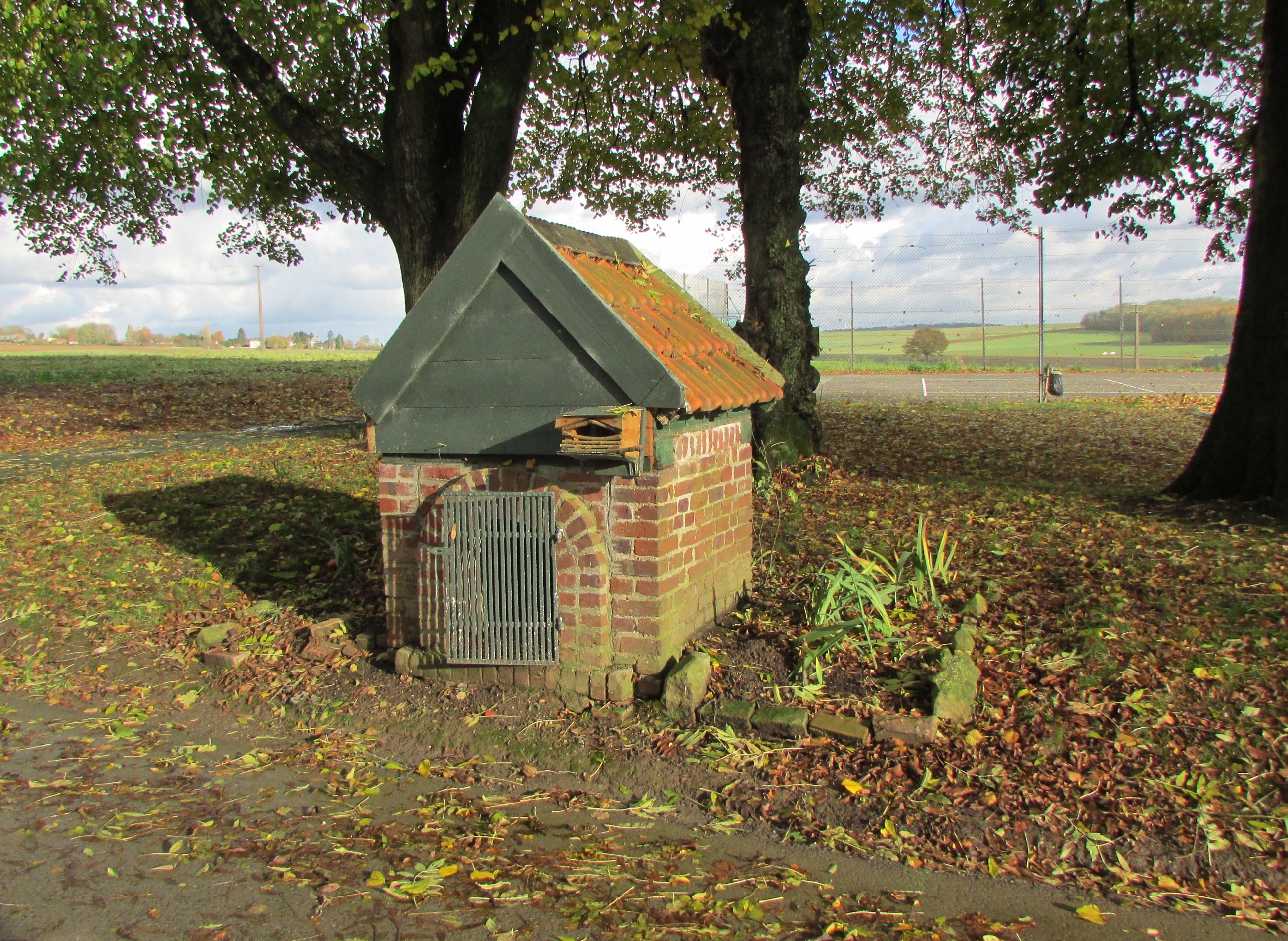
Ancien puits public.
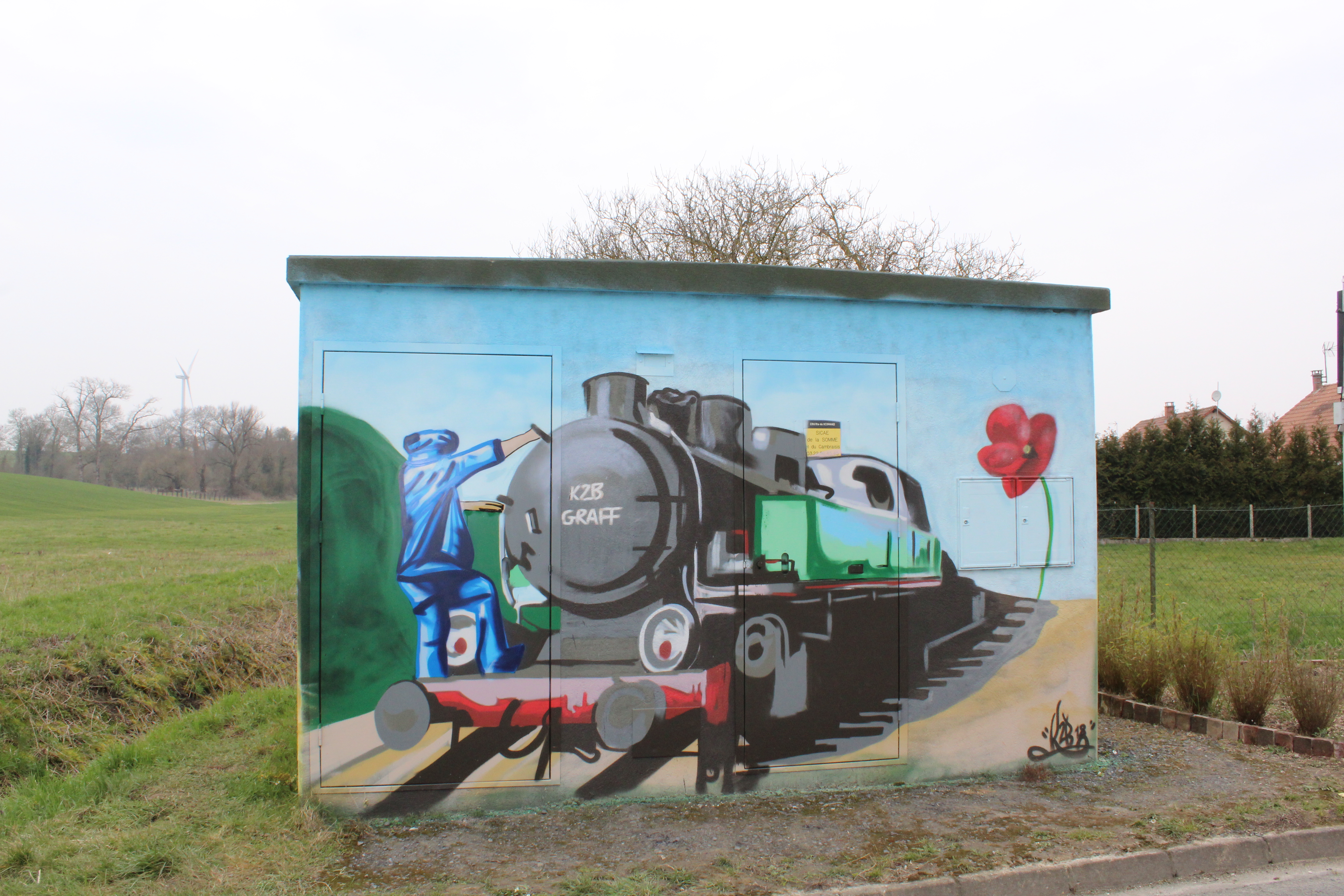
Evocation du passé ferroviaire de Montigny.